# Liga dos Campeões da UEFA de 2018–19 – Fase de Grupos
A Fase de Grupos da Liga dos Campeões da UEFA de 2018–19 foi disputada entre os dias 18 de setembro até 12 de dezembro de 2018. No total 32 equipes participaram desta fase. Os vencedores e segundos colocados de cada grupo avançaram para a fase final.

## Sorteio
O sorteio para a fase de grupos foi realizado em Mônaco no dia 30 de agosto de 2018.

### Potes
| Pote 1              | Coef.   |
| ------------------- | ------- |
| Real Madrid         | 162.000 |
| Atlético de Madrid  | 140.000 |
| Bayern de Munique   | 135.000 |
| Barcelona           | 132.000 |
| Juventus            | 126.000 |
| Paris Saint-Germain | 109.000 |
| Manchester City     | 100.000 |
| Lokomotiv Moscou    | 22.500  |

| Pote 2            | Coef.  |
| ----------------- | ------ |
| Borussia Dortmund | 89.000 |
| Porto             | 86.000 |
| Manchester United | 82.000 |
| Shakhtar Donetsk  | 81.000 |
| Benfica           | 80.000 |
| Napoli            | 78.000 |
| Tottenham         | 67.000 |
| Roma              | 64.000 |

| Pote 3        | Coef.  |
| ------------- | ------ |
| Liverpool     | 62.000 |
| Schalke 04    | 62.000 |
| Lyon          | 59.500 |
| Monaco        | 57.000 |
| Ajax          | 53.500 |
| CSKA Moscou   | 45.000 |
| PSV Eindhoven | 36.000 |
| Valencia      | 36.000 |

| Pote 4           | Coef.  |
| ---------------- | ------ |
| Viktoria Plzeň   | 33.000 |
| Brugge           | 29.500 |
| Galatasaray      | 29.500 |
| Young Boys       | 20.500 |
| Internazionale   | 16.000 |
| Hoffenheim       | 14.285 |
| Estrela Vermelha | 10.750 |
| AEK Atenas       | 10.000 |

## Grupos
Os vencedores e os segundos classificados do grupo avançaram para as oitavas de final, enquanto os terceiros colocados entraram na Liga Europa da UEFA de 2018–19.
Os horários até o dia 27 de outubro de 2018 (primeira até terceira rodada) seguem o fuso horário (UTC+2). Depois disso (quarta até sexta rodada) seguem o fuso horário (UTC+1).
A novidade ficou por conta da implantação de um novo horário de jogos, que é dois jogos nas terças e quartas-feiras começando às 18:55, somente na fase de grupos.
| Legenda                                                                          |
| Classificado às oitavas de final                                                 |
| Classificado à fase de dezesseis avos de final da Liga Europa da UEFA de 2018–19 |
| Eliminado                                                                        |

### Grupo A
| Pos | Equipe             | Pts | J | V | E | D | GP | GC | SG  |                                  |  | DOR | ATM | BRU | MON |
| --- | ------------------ | --- | - | - | - | - | -- | -- | --- | -------------------------------- |  | --- | --- | --- | --- |
| 1   | Borussia Dortmund  | 13  | 6 | 4 | 1 | 1 | 10 | 2  | +8  | Classificado às oitavas de final |  | —   | 4–0 | 0–0 | 3–0 |
| 2   | Atlético de Madrid | 13  | 6 | 4 | 1 | 1 | 9  | 6  | +3  | Classificado às oitavas de final |  | 2–0 | —   | 3–1 | 2–0 |
| 3   | Brugge             | 6   | 6 | 1 | 3 | 2 | 6  | 5  | +1  | Transferido para Liga Europa     |  | 0–1 | 0–0 | —   | 1–1 |
| 4   | Monaco             | 1   | 6 | 0 | 1 | 5 | 2  | 14 | −12 | Eliminado                        |  | 0–2 | 1–2 | 0–4 | —   |

1. 1 2  Diferença de gols no confronto direto: Borussia Dortmund +2, Atlético Madrid –2.

| 18 de setembro de 2018 | Brugge | 0 – 1     | Borussia Dortmund | Estádio Jan Breydel, Bruges                 |
| 21:00                  |        | Relatório | Pulisic 85'       | Público: 25 181 Árbitro: NED Danny Makkelie |

| 18 de setembro de 2018 | Monaco       | 1 – 2     | Atlético de Madrid              | Stade Louis II, Mônaco                      |
| 21:00                  | Grandsir 18' | Relatório | Diego Costa 31' · Giménez 45+1' | Público: 10 575 Árbitro: SCO William Collum |

| 3 de outubro de 2018 | Atlético de Madrid              | 3 – 1     | Brugge         | Wanda Metropolitano, Madrid                |
| 21:00                | Griezmann 28', 67' · Koke 90+4' | Relatório | Groeneveld 39' | Público: 55 742 Árbitro: SVK Ivan Kružliak |

| 3 de outubro de 2018 | Borussia Dortmund                     | 3 – 0     | Monaco | Signal Iduna Park, Dortmund                   |
| 21:00                | Larsen 51' · Alcácer 72' · Reus 90+2' | Relatório |        | Público: 66 099 Árbitro: BLR Aleksei Kulbakov |

| 24 de outubro de 2018 | Brugge     | 1 – 1     | Monaco    | Estádio Jan Breydel, Bruges                 |
| 18:55                 | Wesley 39' | Relatório | Sylla 31' | Público: 23 957 Árbitro: ENG Michael Oliver |

| 24 de outubro de 2018 | Borussia Dortmund                            | 4 – 0     | Atlético de Madrid | Signal Iduna Park, Dortmund                 |
| 21:00                 | Witsel 38' · Guerreiro 73', 89' · Sancho 83' | Relatório |                    | Público: 66 099 Árbitro: ENG Anthony Taylor |

| 6 de novembro de 2018 | Monaco | 0 – 4     | Brugge                                           | Stade Louis II, Mônaco                        |
| 18:55                 |        | Relatório | Vanaken 12', 17' (pen) · Wesley 24' · Vormer 85' | Público: 8 347 Árbitro: POR Artur Soares Dias |

| 6 de novembro de 2018 | Atlético de Madrid       | 2 – 0     | Borussia Dortmund | Wanda Metropolitano, Madrid                 |
| 21:00                 | Saúl 33' · Griezmann 80' | Relatório |                   | Público: 61 023 Árbitro: ITA Daniele Orsato |

| 28 de novembro de 2018 | Atlético de Madrid      | 2 – 0     | Monaco | Wanda Metropolitano, Madrid                     |
| 18:55                  | Koke 2' · Griezmann 24' | Relatório |        | Público: 56 314 Árbitro: FIN Mattias Gestranius |

| 28 de novembro de 2018 | Borussia Dortmund | 0 – 0     | Brugge | Signal Iduna Park, Dortmund                    |
| 21:00                  |                   | Relatório |        | Público: 66 099 Árbitro: LTU Gediminas Mažeika |

| 11 de dezembro de 2018 | Brugge | 0 – 0     | Atlético de Madrid | Estádio Jan Breydel, Bruges               |
| 21:00                  |        | Relatório |                    | Público: 25 645 Árbitro: ITA Davide Massa |

| 11 de dezembro de 2018 | Monaco | 0 – 2     | Borussia Dortmund  | Stade Louis II, Mônaco                   |
| 21:00                  |        | Relatório | Guerreiro 15', 88' | Público: 8 731 Árbitro: ENG Craig Pawson |

### Grupo B
| Pos | Equipe         | Pts | J | V | E | D | GP | GC | SG |                                  |  | BAR | TOT | INT | PSV |
| --- | -------------- | --- | - | - | - | - | -- | -- | -- | -------------------------------- |  | --- | --- | --- | --- |
| 1   | Barcelona      | 14  | 6 | 4 | 2 | 0 | 14 | 5  | +9 | Classificado às oitavas de final |  | —   | 1–1 | 2–0 | 4–0 |
| 2   | Tottenham      | 8   | 6 | 2 | 2 | 2 | 9  | 10 | −1 | Classificado às oitavas de final |  | 2–4 | —   | 1–0 | 2–1 |
| 3   | Internazionale | 8   | 6 | 2 | 2 | 2 | 6  | 7  | −1 | Transferido para Liga Europa     |  | 1–1 | 2–1 | —   | 1–1 |
| 4   | PSV Eindhoven  | 2   | 6 | 0 | 2 | 4 | 6  | 13 | −7 | Eliminado                        |  | 1–2 | 2–2 | 1–2 | —   |

1. 1 2  Gols fora de casa: Tottenham Hotspur 1, Inter de Milão 0.

| 18 de setembro de 2018 | Barcelona                         | 4 – 0     | PSV Eindhoven | Camp Nou, Barcelona                                  |
| 18:55                  | Messi 32', 77', 87' · Dembélé 75' | Relatório |               | Público: 73 462 Árbitro: GRE Anastasios Sidiropoulos |

| 18 de setembro de 2018 | Internazionale            | 2 – 1     | Tottenham   | Estádio Giuseppe Meazza, Milão              |
| 18:55                  | Icardi 86' · Vecino 90+2' | Relatório | Eriksen 53' | Público: 64 123 Árbitro: FRA Clément Turpin |

| 3 de outubro de 2018 | Tottenham             | 2 – 4     | Barcelona                                  | Estádio de Wembley, Londres               |
| 21:00                | Kane 52' · Lamela 66' | Relatório | Coutinho 2' · Rakitić 28' · Messi 56', 90' | Público: 82 137 Árbitro: GER Felix Zwayer |

| 3 de outubro de 2018 | PSV Eindhoven | 1 – 2     | Internazionale              | Philips Stadion, Eindhoven                 |
| 21:00                | Rosario 27'   | Relatório | Nainggolan 44' · Icardi 60' | Público: 34 750 Árbitro: SRB Milorad Mažić |

| 24 de outubro de 2018 | PSV Eindhoven            | 2 – 2     | Tottenham            | Philips Stadion, Eindhoven                 |
| 18:55                 | Lozano 30' · de Jong 87' | Relatório | Lucas 39' · Kane 55' | Público: 35 000 Árbitro: SVN Slavko Vinčić |

| 24 de outubro de 2018 | Barcelona              | 2 – 0     | Internazionale | Camp Nou, Barcelona                         |
| 21:00                 | Rafinha 32' · Alba 83' | Relatório |                | Público: 86 290 Árbitro: ROU Ovidiu Hațegan |

| 6 de novembro de 2018 | Tottenham     | 2 – 1     | PSV Eindhoven | Estádio de Wembley, Londres                |
| 21:00                 | Kane 78', 89' | Relatório | de Jong 2'    | Público: 46 588 Árbitro: SVK Ivan Kružliak |

| 6 de novembro de 2018 | Internazionale | 1 – 1     | Barcelona  | Estádio Giuseppe Meazza, Milão                |
| 21:00                 | Icardi 87'     | Relatório | Malcom 83' | Público: 70 915 Árbitro: POL Szymon Marciniak |

| 28 de novembro de 2018 | PSV Eindhoven | 1 – 2     | Barcelona             | Philips Stadion, Eindhoven                  |
| 21:00                  | de Jong 83'   | Relatório | Messi 61' · Piqué 70' | Público: 34 600 Árbitro: CZE Pavel Královec |

| 28 de novembro de 2018 | Tottenham   | 1 – 0     | Internazionale | Estádio de Wembley, Londres               |
| 21:00                  | Eriksen 80' | Relatório |                | Público: 57 132 Árbitro: TUR Cüneyt Çakır |

| 11 de dezembro de 2018 | Barcelona  | 1 – 1     | Tottenham | Camp Nou, Barcelona                        |
| 21:00                  | Dembélé 7' | Relatório | Lucas 85' | Público: 69 961 Árbitro: SRB Milorad Mažić |

| 11 de dezembro de 2018 | Internazionale | 1 – 1     | PSV Eindhoven | Estádio Giuseppe Meazza, Milão            |
| 21:00                  | Icardi 73'     | Relatório | Lozano 13'    | Público: 62 533 Árbitro: GER Felix Zwayer |

### Grupo C
| Pos | Equipe              | Pts | J | V | E | D | GP | GC | SG  |                                  |  | PAR | LIV | NAP | ZVE |
| --- | ------------------- | --- | - | - | - | - | -- | -- | --- | -------------------------------- |  | --- | --- | --- | --- |
| 1   | Paris Saint-Germain | 11  | 6 | 3 | 2 | 1 | 17 | 9  | +8  | Classificado às oitavas de final |  | —   | 2–1 | 2–2 | 6–1 |
| 2   | Liverpool           | 9   | 6 | 3 | 0 | 3 | 9  | 7  | +2  | Classificado às oitavas de final |  | 3–2 | —   | 1–0 | 4–0 |
| 3   | Napoli              | 9   | 6 | 2 | 3 | 1 | 7  | 5  | +2  | Transferido para Liga Europa     |  | 1–1 | 1–0 | —   | 3–1 |
| 4   | Estrela Vermelha    | 4   | 6 | 1 | 1 | 4 | 5  | 17 | −12 | Eliminado                        |  | 1–4 | 2–0 | 0–0 | —   |

1. 1 2  Gols em todas as partidas da fase de grupos: Liverpool 9, Napoli 7.

| 18 de setembro de 2018 | Liverpool                                        | 3 – 2     | Paris Saint-Germain      | Anfield, Liverpool                        |
| 21:00                  | Sturridge 30' · Milner 36' (pen) · Firmino 90+2' | Relatório | Meunier 40' · Mbappé 83' | Público: 52 478 Árbitro: TUR Cüneyt Çakır |

| 18 de setembro de 2018 | Estrela Vermelha | 0 – 0     | Napoli | Estádio Estrela Vermelha, Belgrado            |
| 21:00                  |                  | Relatório |        | Público: 49 112 Árbitro: POL Szymon Marciniak |

| 3 de outubro de 2018 | Paris Saint-Germain                                           | 6 – 1     | Estrela Vermelha | Parc des Princes, Paris                        |
| 18:55                | Neymar 20', 22', 81' · Cavani 37' · Di María 42' · Mbappé 70' | Relatório | Marin 74'        | Público: 39 979 Árbitro: POR Artur Soares Dias |

| 3 de outubro de 2018 | Napoli      | 1 – 0     | Liverpool | Estádio San Paolo, Nápoles                 |
| 21:00                | Insigne 90' | Relatório |           | Público: 37 057 Árbitro: HUN Viktor Kassai |

| 24 de outubro de 2018 | Paris Saint-Germain             | 2 – 2     | Napoli                    | Parc des Princes, Paris                   |
| 21:00                 | Rui 61' (g.c.) · Di María 90+3' | Relatório | Insigne 29' · Mertens 77' | Público: 46 274 Árbitro: GER Felix Zwayer |

| 24 de outubro de 2018 | Liverpool                                     | 4 – 0     | Estrela Vermelha | Anfield, Liverpool                          |
| 21:00                 | Firmino 20' · Salah 45', 51' (pen) · Mané 80' | Relatório |                  | Público: 53 024 Árbitro: GER Daniel Siebert |

| 6 de novembro de 2018 | Estrela Vermelha | 2 – 0     | Liverpool | Estádio Estrela Vermelha, Belgrado               |
| 18:55                 | Pavkov 22', 29'  | Relatório |           | Público: 51 318 Árbitro: ESP Antonio Mateu Lahoz |

| 6 de novembro de 2018 | Napoli            | 1 – 1     | Paris Saint-Germain | Estádio San Paolo, Nápoles                 |
| 21:00                 | Insigne 63' (pen) | Relatório | Bernat 45+2'        | Público: 55 489 Árbitro: NED Björn Kuipers |

| 28 de novembro de 2018 | Paris Saint-Germain     | 2 – 1     | Liverpool          | Parc des Princes, Paris                       |
| 21:00                  | Bernat 13' · Neymar 37' | Relatório | Milner 45+1' (pen) | Público: 46 880 Árbitro: POL Szymon Marciniak |

| 28 de novembro de 2018 | Napoli                        | 3 – 1     | Estrela Vermelha  | Estádio San Paolo, Nápoles                     |
| 21:00                  | Hamšík 11' · Mertens 33', 52' | Relatório | Ben Nabouhane 57' | Público: 44 470 Árbitro: ESP Jesús Gil Manzano |

| 11 de dezembro de 2018 | Liverpool | 1 – 0     | Napoli | Anfield, Liverpool                         |
| 21:00                  | Salah 34' | Relatório |        | Público: 52 015 Árbitro: SVN Damir Skomina |

| 11 de dezembro de 2018 | Estrela Vermelha | 1 – 4     | Paris Saint-Germain                                     | Estádio Estrela Vermelha, Belgrado          |
| 21:00                  | Gobeljić 56'     | Relatório | Cavani 10' · Neymar 40' · Marquinhos 74' · Mbappé 90+2' | Público: 48 357 Árbitro: SCO William Collum |

### Grupo D
| Pos | Equipe           | Pts | J | V | E | D | GP | GC | SG |                                  |  | POR | SCH | GAL | LOM |
| --- | ---------------- | --- | - | - | - | - | -- | -- | -- | -------------------------------- |  | --- | --- | --- | --- |
| 1   | Porto            | 16  | 6 | 5 | 1 | 0 | 15 | 6  | +9 | Classificado às oitavas de final |  | —   | 3–1 | 1–0 | 4–1 |
| 2   | Schalke 04       | 11  | 6 | 3 | 2 | 1 | 6  | 4  | +2 | Classificado às oitavas de final |  | 1–1 | —   | 2–0 | 1–0 |
| 3   | Galatasaray      | 4   | 6 | 1 | 1 | 4 | 5  | 8  | −3 | Transferido para Liga Europa     |  | 2–3 | 0–0 | —   | 3–0 |
| 4   | Lokomotiv Moscou | 3   | 6 | 1 | 0 | 5 | 4  | 12 | −8 | Eliminado                        |  | 1–3 | 0–1 | 2–0 | —   |

| 18 de setembro de 2018 | Galatasaray                                    | 3 – 0     | Lokomotiv Moscou | Türk Telekom Arena, Istambul                 |
| 21:00                  | Rodrigues 9' · Derdiyok 67' · İnan 90+4' (pen) | Relatório |                  | Público: 43 542 Árbitro: ITA Gianluca Rocchi |

| 18 de setembro de 2018 | Schalke 04 | 1 – 1     | Porto            | Veltins-Arena, Gelsenkirchen                   |
| 21:00                  | Embolo 64' | Relatório | Otávio 75' (pen) | Público: 45 755 Árbitro: ESP Jesús Gil Manzano |

| 3 de outubro de 2018 | Lokomotiv Moscou | 0 – 1     | Schalke 04   | Estádio Lokomotiv de Moscou, Moscou         |
| 19:55                |                  | Relatório | McKennie 88' | Público: 21 471 Árbitro: ENG Anthony Taylor |

| 3 de outubro de 2018 | Porto      | 1 – 0     | Galatasaray | Estádio do Dragão, Porto                    |
| 21:00                | Marega 49' | Relatório |             | Público: 42 711 Árbitro: ENG Michael Oliver |

| 24 de outubro de 2018 | Lokomotiv Moscou | 1 – 3     | Porto                                       | Estádio Lokomotiv de Moscou, Moscou       |
| 21:00                 | Mirantchuk 38'   | Relatório | Marega 26' (pen) · Herrera 35' · Corona 47' | Público: 16 034 Árbitro: SCO Bobby Madden |

| 24 de outubro de 2018 | Galatasaray | 0 – 0     | Schalke 04 | Türk Telekom Arena, Istambul                |
| 21:00                 |             | Relatório |            | Público: 46 667 Árbitro: FRA Benoît Bastien |

| 6 de novembro de 2018 | Porto                                               | 4 – 1     | Lokomotiv Moscou | Estádio do Dragão, Porto                  |
| 21:00                 | Herrera 2' · Marega 42' · Corona 67' · Otávio 90+3' | Relatório | Farfán 59'       | Público: 34 616 Árbitro: ITA Davide Massa |

| 6 de novembro de 2018 | Schalke 04               | 2 – 0     | Galatasaray | Veltins-Arena, Gelsenkirchen                |
| 21:00                 | Burgstaller 4' · Uth 57' | Relatório |             | Público: 54 740 Árbitro: SCO William Collum |

| 28 de novembro de 2018 | Lokomotiv Moscou               | 2 – 0     | Galatasaray | Estádio Lokomotiv de Moscou, Moscou              |
| 18:55                  | Donk 43' (g.c.) · Ignatjev 54' | Relatório |             | Público: 14 037 Árbitro: ESP Antonio Mateu Lahoz |

| 28 de novembro de 2018 | Porto                                              | 3 – 1     | Schalke 04         | Estádio do Dragão, Porto                    |
| 21:00                  | Éder Militão 52' · Corona 55' · Marega 90+4' (pen) | Relatório | Bentaleb 89' (pen) | Público: 41 603 Árbitro: ROU Ovidiu Hațegan |

| 11 de dezembro de 2018 | Galatasaray                         | 2 – 3     | Porto                                               | Türk Telekom Arena, Istambul                  |
| 18:55                  | Feghouli 45+1' (pen) · Derdiyok 65' | Relatório | Felipe 17' · Marega 42' (pen) · Sérgio Oliveira 57' | Público: 33 972 Árbitro: BLR Aleksei Kulbakov |

| 11 de dezembro de 2018 | Schalke 04   | 1 – 0     | Lokomotiv Moscou | Veltins-Arena, Gelsenkirchen                         |
| 21:00                  | Schöpf 90+1' | Relatório |                  | Público: 48 883 Árbitro: GRE Anastasios Sidiropoulos |

### Grupo E
| Pos | Equipe            | Pts | J | V | E | D | GP | GC | SG  |                                  |  | BAY | AJX | BEN | AEK |
| --- | ----------------- | --- | - | - | - | - | -- | -- | --- | -------------------------------- |  | --- | --- | --- | --- |
| 1   | Bayern de Munique | 14  | 6 | 4 | 2 | 0 | 15 | 5  | +10 | Classificado às oitavas de final |  | —   | 1–1 | 5–1 | 2–0 |
| 2   | Ajax              | 12  | 6 | 3 | 3 | 0 | 11 | 5  | +6  | Classificado às oitavas de final |  | 3–3 | —   | 1–0 | 3–0 |
| 3   | Benfica           | 7   | 6 | 2 | 1 | 3 | 6  | 11 | −5  | Transferido para Liga Europa     |  | 0–2 | 1–1 | —   | 1–0 |
| 4   | AEK Atenas        | 0   | 6 | 0 | 0 | 6 | 2  | 13 | −11 | Eliminado                        |  | 0–2 | 0–2 | 2–3 | —   |

| 19 de setembro de 2018 | Ajax                                  | 3 – 0     | AEK Atenas | Johan Cruijff Arena, Amsterdã                 |
| 18:55                  | Tagliafico 46', 90' · van de Beek 77' | Relatório |            | Público: 52 285 Árbitro: ESP Carlos Del Cerro |

| 19 de setembro de 2018 | Benfica | 0 – 2     | Bayern de Munique                    | Estádio da Luz, Lisboa                           |
| 21:00                  |         | Relatório | Lewandowski 10' · Renato Sanches 54' | Público: 60 274 Árbitro: ESP Antonio Mateu Lahoz |

| 2 de outubro de 2018 | AEK Atenas          | 2 – 3     | Benfica                                  | Estádio Olímpico, Atenas                   |
| 21:00                | Klonaridis 53', 63' | Relatório | Seferović 6' · Grimaldo 15' · Semedo 74' | Público: 31 154 Árbitro: ISR Orel Grinfeld |

| 2 de outubro de 2018 | Bayern de Munique | 1 – 1     | Ajax         | Allianz Arena, Munique                      |
| 21:00                | Hummels 4'        | Relatório | Mazraoui 22' | Público: 70 000 Árbitro: CZE Pavel Královec |

| 23 de outubro de 2018 | AEK Atenas | 0 – 2     | Bayern de Munique              | Estádio Olímpico, Atenas                      |
| 18:55                 |            | Relatório | Martínez 61' · Lewandowski 63' | Público: 61 221 Árbitro: BLR Aleksei Kulbakov |

| 23 de outubro de 2018 | Ajax           | 1 – 0     | Benfica | Johan Cruijff Arena, Amsterdã             |
| 21:00                 | Mazraoui 90+2' | Relatório |         | Público: 52 489 Árbitro: FRA Ruddy Buquet |

| 7 de novembro de 2018 | Bayern de Munique          | 2 – 0     | AEK Atenas | Allianz Arena, Munique                 |
| 21:00                 | Lewandowski 31' (pen), 71' | Relatório |            | Público: 70 000 Árbitro: SVN Matej Jug |

| 7 de novembro de 2018 | Benfica   | 1 – 1     | Ajax      | Estádio da Luz, Lisboa                       |
| 21:00                 | Jonas 29' | Relatório | Tadić 61' | Público: 51 328 Árbitro: ITA Gianluca Rocchi |

| 27 de novembro de 2018 | AEK Atenas | 0 – 2     | Ajax                 | Estádio Olímpico, Atenas                    |
| 18:55                  |            | Relatório | Tadić 68' (pen), 72' | Público: 25 756 Árbitro: ENG Michael Oliver |

| 27 de novembro de 2018 | Bayern de Munique                                   | 5 – 1     | Benfica       | Allianz Arena, Munique                      |
| 21:00                  | Robben 13', 30' · Lewandowski 36', 51' · Ribéry 76' | Relatório | Fernandes 46' | Público: 70 000 Árbitro: ITA Daniele Orsato |

| 12 de dezembro de 2018 | Ajax                                    | 3 – 3     | Bayern de Munique                      | Johan Cruijff Arena, Amsterdã               |
| 21:00                  | Tadić 61', 82' (pen) · Tagliafico 90+5' | Relatório | Lewandowski 13', 87' (pen) · Coman 90' | Público: 52 244 Árbitro: FRA Clément Turpin |

| 12 de dezembro de 2018 | Benfica      | 1 – 0     | AEK Atenas | Estádio da Luz, Lisboa                    |
| 21:00                  | Grimaldo 88' | Relatório |            | Público: 33 633 Árbitro: SCO Bobby Madden |

### Grupo F
| Pos | Equipe           | Pts | J | V | E | D | GP | GC | SG  |                                  |  | MC  | LYO | SHK | HOF |
| --- | ---------------- | --- | - | - | - | - | -- | -- | --- | -------------------------------- |  | --- | --- | --- | --- |
| 1   | Manchester City  | 13  | 6 | 4 | 1 | 1 | 16 | 6  | +10 | Classificado às oitavas de final |  | —   | 1–2 | 6–0 | 2–1 |
| 2   | Lyon             | 8   | 6 | 1 | 5 | 0 | 12 | 11 | +1  | Classificado às oitavas de final |  | 2–2 | —   | 2–2 | 2–2 |
| 3   | Shakhtar Donetsk | 6   | 6 | 1 | 3 | 2 | 8  | 16 | −8  | Transferido para Liga Europa     |  | 0–3 | 1–1 | —   | 2–2 |
| 4   | Hoffenheim       | 3   | 6 | 0 | 3 | 3 | 11 | 14 | −3  | Eliminado                        |  | 1–2 | 3–3 | 2–3 | —   |

| 19 de setembro de 2018 | Shakhtar Donetsk         | 2 – 2     | Hoffenheim                    | Estádio Metalist, Cracóvia                |
| 18:55                  | Ismaily 27' · Maycon 81' | Relatório | Grillitsch 6' · Nordtveit 38' | Público: 28 336 Árbitro: DEN Jakob Kehlet |

| 19 de setembro de 2018 | Manchester City    | 1 – 2     | Lyon                   | City of Manchester Stadium, Manchester      |
| 21:00                  | Bernardo Silva 67' | Relatório | Cornet 26' · Fekir 43' | Público: 40 111 Árbitro: ITA Daniele Orsato |

| 2 de outubro de 2018 | Hoffenheim  | 1 – 2     | Manchester City       | Rhein-Neckar-Arena, Sinsheim               |
| 18:55                | Belfodil 1' | Relatório | Agüero 8' · Silva 87' | Público: 24 851 Árbitro: SVN Damir Skomina |

| 2 de outubro de 2018 | Lyon                     | 2 – 2     | Shakhtar Donetsk       | Parc Olympique Lyonnais, Décines-Charpieu |
| 21:00                | Dembélé 70' · Dubois 72' | Relatório | Júnior Moraes 44', 55' | Público: 0 Árbitro: LVA Andris Treimanis  |

| 23 de outubro de 2018 | Hoffenheim                          | 3 – 3     | Lyon                                  | Rhein-Neckar-Arena, Sinsheim                          |
| 21:00                 | Kramarić 33', 47' · Joelinton 90+2' | Relatório | Traoré 27' · Ndombele 59' · Depay 67' | Público: 24 144 Árbitro: ESP Alberto Undiano Mallenco |

| 23 de outubro de 2018 | Shakhtar Donetsk | 0 – 3     | Manchester City                                    | Estádio Metalist, Cracóvia                    |
| 21:00                 |                  | Relatório | David Silva 30' · Laporte 35' · Bernardo Silva 71' | Público: 37 106 Árbitro: ESP Carlos Del Cerro |

| 7 de novembro de 2018 | Lyon                     | 2 – 2     | Hoffenheim                     | Parc Olympique Lyonnais, Décines-Charpieu   |
| 21:00                 | Fekir 19' · Ndombele 28' | Relatório | Kramarić 65' · Kadeřábek 90+2' | Público: 53 850 Árbitro: NED Danny Makkelie |

| 7 de novembro de 2018 | Manchester City                                                                         | 6 – 0     | Shakhtar Donetsk | City of Manchester Stadium, Manchester     |
| 21:00                 | David Silva 13' · Gabriel Jesus 24' (pen), 72' (pen), 90+2' · Sterling 49' · Mahrez 84' | Relatório |                  | Público: 52 286 Árbitro: HUN Viktor Kassai |

| 27 de novembro de 2018 | Hoffenheim               | 2 – 3     | Shakhtar Donetsk                | Rhein-Neckar-Arena, Sinsheim               |
| 21:00                  | Kramarić 17' · Zuber 40' | Relatório | Ismaily 14' · Taison 15', 90+2' | Público: 22 920 Árbitro: SVK Ivan Kružliak |

| 27 de novembro de 2018 | Lyon            | 2 – 2     | Manchester City          | Parc Olympique Lyonnais, Décines-Charpieu    |
| 21:00                  | Cornet 55', 81' | Relatório | Laporte 62' · Agüero 83' | Público: 56 039 Árbitro: ITA Gianluca Rocchi |

| 12 de dezembro de 2018 | Shakhtar Donetsk  | 1 – 1     | Lyon      | Estádio Olímpico, Kiev                     |
| 21:00                  | Júnior Moraes 22' | Relatório | Fekir 65' | Público: 38 916 Árbitro: NED Björn Kuipers |

| 12 de dezembro de 2018 | Manchester City | 2 – 1     | Hoffenheim         | City of Manchester Stadium, Manchester      |
| 21:00                  | Sané 45+1', 61' | Relatório | Kramarić 16' (pen) | Público: 50 411 Árbitro: SWE Andreas Ekberg |

### Grupo G
| Pos | Equipe         | Pts | J | V | E | D | GP | GC | SG |                                  |  | RMA | ROM | PLZ | CSKA |
| --- | -------------- | --- | - | - | - | - | -- | -- | -- | -------------------------------- |  | --- | --- | --- | ---- |
| 1   | Real Madrid    | 12  | 6 | 4 | 0 | 2 | 12 | 5  | +7 | Classificado às oitavas de final |  | —   | 3–0 | 2–1 | 0–3  |
| 2   | Roma           | 9   | 6 | 3 | 0 | 3 | 11 | 8  | +3 | Classificado às oitavas de final |  | 0–2 | —   | 5–0 | 3–0  |
| 3   | Viktoria Plzeň | 7   | 6 | 2 | 1 | 3 | 7  | 16 | −9 | Transferido para Liga Europa     |  | 0–5 | 2–1 | —   | 2–2  |
| 4   | CSKA Moscou    | 7   | 6 | 2 | 1 | 3 | 8  | 9  | −1 | Eliminado                        |  | 1–0 | 1–2 | 1–2 | —    |

1. 1 2  Pontos de confronto direto: Viktoria Plzeň 4, CSKA Moscou 1.

| 19 de setembro de 2018 | Viktoria Plzeň    | 2 – 2     | CSKA Moscou                     | Doosan Arena, Plzeň                         |
| 21:00                  | Krmenčík 29', 41' | Relatório | Chalov 49' · Vlašić 90+5' (pen) | Público: 11 312 Árbitro: FRA Benoît Bastien |

| 19 de setembro de 2018 | Real Madrid                         | 3 – 0     | Roma | Estádio Santiago Bernabéu, Madrid          |
| 21:00                  | Isco 45' · Bale 58' · Mariano 90+1' | Relatório |      | Público: 69 251 Árbitro: NED Björn Kuipers |

| 2 de outubro de 2018 | Roma                                            | 5 – 0     | Viktoria Plzeň | Estádio Olímpico, Roma                        |
| 21:00                | Džeko 3', 40', 90+2' · Ünder 64' · Kluivert 73' | Relatório |                | Público: 41 243 Árbitro: POL Paweł Raczkowski |

| 2 de outubro de 2018 | CSKA Moscou | 1 – 0     | Real Madrid | Estádio Lujniki, Moscou                     |
| 21:00                | Vlašić 2'   | Relatório |             | Público: 71 811 Árbitro: ROU Ovidiu Hațegan |

| 23 de outubro de 2018 | Real Madrid               | 2 – 1     | Viktoria Plzeň | Estádio Santiago Bernabéu, Madrid          |
| 21:00                 | Benzema 11' · Marcelo 55' | Relatório | Hrošovský 79'  | Público: 67 356 Árbitro: ISR Orel Grinfeld |

| 23 de outubro de 2018 | Roma                       | 3 – 0     | CSKA Moscou | Estádio Olímpico, Roma                               |
| 21:00                 | Džeko 30', 43' · Ünder 50' | Relatório |             | Público: 46 005 Árbitro: GRE Anastasios Sidiropoulos |

| 7 de novembro de 2018 | CSKA Moscou    | 1 – 2     | Roma                        | Estádio Lujniki, Moscou                   |
| 18:55                 | Sigurðsson 50' | Relatório | Manolas 4' · Pellegrini 59' | Público: 64 454 Árbitro: TUR Cüneyt Çakır |

| 7 de novembro de 2018 | Viktoria Plzeň | 0 – 5     | Real Madrid                                            | Doosan Arena, Plzeň                        |
| 21:00                 |                | Relatório | Benzema 21', 37' · Casemiro 23' · Bale 40' · Kroos 67' | Público: 11 483 Árbitro: GER Deniz Aytekin |

| 27 de novembro de 2018 | CSKA Moscou      | 1 – 2     | Viktoria Plzeň            | Estádio Lujniki, Moscou                     |
| 18:55                  | Vlašić 10' (pen) | Relatório | Procházka 56' · Hejda 81' | Público: 52 892 Árbitro: NED Danny Makkelie |

| 27 de novembro de 2018 | Roma | 0 – 2     | Real Madrid            | Estádio Olímpico, Roma                      |
| 21:00                  |      | Relatório | Bale 47' · Vázquez 59' | Público: 59 124 Árbitro: FRA Clément Turpin |

| 12 de dezembro de 2018 | Viktoria Plzeň          | 2 – 1     | Roma      | Doosan Arena, Plzeň                         |
| 18:55                  | Kovařík 62' · Chorý 72' | Relatório | Ünder 68' | Público: 11 217 Árbitro: ENG Anthony Taylor |

| 12 de dezembro de 2018 | Real Madrid | 0 – 3     | CSKA Moscou                                  | Estádio Santiago Bernabéu, Madrid              |
| 18:55                  |             | Relatório | Chalov 37' · Schennikov 43' · Sigurðsson 73' | Público: 51 636 Árbitro: POR Artur Soares Dias |

### Grupo H
| Pos | Equipe            | Pts | J | V | E | D | GP | GC | SG |                                  |  | JUV | MU  | VAL | YB  |
| --- | ----------------- | --- | - | - | - | - | -- | -- | -- | -------------------------------- |  | --- | --- | --- | --- |
| 1   | Juventus          | 12  | 6 | 4 | 0 | 2 | 9  | 4  | +5 | Classificado às oitavas de final |  | —   | 1–2 | 1–0 | 3–0 |
| 2   | Manchester United | 10  | 6 | 3 | 1 | 2 | 7  | 4  | +3 | Classificado às oitavas de final |  | 0–1 | —   | 0–0 | 1–0 |
| 3   | Valencia          | 8   | 6 | 2 | 2 | 2 | 6  | 6  | 0  | Transferido para Liga Europa     |  | 0–2 | 2–1 | —   | 3–1 |
| 4   | Young Boys        | 4   | 6 | 1 | 1 | 4 | 4  | 12 | −8 | Eliminado                        |  | 2–1 | 0–3 | 1–1 | —   |

| 19 de setembro de 2018 | Valencia | 0 – 2     | Juventus                    | Estádio de Mestalla, Valência            |
| 21:00                  |          | Relatório | Pjanić 45' (pen), 51' (pen) | Público: 46 067 Árbitro: GER Felix Brych |

| 19 de setembro de 2018 | Young Boys | 0 – 3     | Manchester United                  | Stade de Suisse, Berna                     |
| 21:00                  |            | Relatório | Pogba 35', 44' (pen) · Martial 66' | Público: 31 120 Árbitro: GER Deniz Aytekin |

| 2 de outubro de 2018 | Juventus            | 3 – 0     | Young Boys | Juventus Stadium, Turim                     |
| 18:55                | Dybala 5', 33', 69' | Relatório |            | Público: 40 961 Árbitro: RUS Sergei Karasev |

| 2 de outubro de 2018 | Manchester United | 0 – 0     | Valencia | Old Trafford, Manchester                   |
| 21:00                |                   | Relatório |          | Público: 73 569 Árbitro: SVN Slavko Vinčić |

| 23 de outubro de 2018 | Young Boys       | 1 – 1     | Valencia      | Stade de Suisse, Berna                        |
| 18:55                 | Hoarau 55' (pen) | Relatório | Batshuayi 26' | Público: 31 120 Árbitro: LVA Andris Treimanis |

| 23 de outubro de 2018 | Manchester United | 0 – 1     | Juventus   | Old Trafford, Manchester                   |
| 21:00                 |                   | Relatório | Dybala 17' | Público: 73 946 Árbitro: SRB Milorad Mažić |

| 7 de novembro de 2018 | Valencia                  | 3 – 1     | Young Boys | Estádio de Mestalla, Valência              |
| 18:55                 | Mina 14', 42' · Soler 56' | Relatório | Assalé 37' | Público: 36 480 Árbitro: ROU István Kovács |

| 7 de novembro de 2018 | Juventus    | 1 – 2     | Manchester United             | Juventus Stadium, Turim                     |
| 21:00                 | Ronaldo 65' | Relatório | Mata 86' · Bonucci 90' (g.c.) | Público: 41 470 Árbitro: ROU Ovidiu Hațegan |

| 27 de novembro de 2018 | Juventus      | 1 – 0     | Valencia | Juventus Stadium, Turim                     |
| 21:00                  | Mandžukić 59' | Relatório |          | Público: 39 070 Árbitro: SCO William Collum |

| 27 de novembro de 2018 | Manchester United | 1 – 0     | Young Boys | Old Trafford, Manchester                 |
| 21:00                  | Fellaini 90+1'    | Relatório |            | Público: 72 876 Árbitro: GER Felix Brych |

| 12 de dezembro de 2018 | Valencia                     | 2 – 1     | Manchester United | Estádio de Mestalla, Valência               |
| 21:00                  | Soler 17' · Jones 47' (g.c.) | Relatório | Rashford 87'      | Público: 36 544 Árbitro: BUL Georgi Kabakov |

| 12 de dezembro de 2018 | Young Boys            | 2 – 1     | Juventus   | Stade de Suisse, Berna                      |
| 21:00                  | Hoarau 30' (pen), 68' | Relatório | Dybala 80' | Público: 30 114 Árbitro: GER Tobias Stieler |